# Арістей Проконнеський
Арістей Проконнеський (дав.-гр. Ἀριστέας; VII ст. до н. е. ) — давньогрецький мандрівник, поет і письменник.

## Життєпис
Здебільшого відомості про Арістея знані з творів Геродота. Народився Арістей у Проконнесі, фортеці на острові у Мармуровому морі (сучасний о. Мармура, Туреччина). За легендою, він жив 250 чи 400 років. Згідно з Геродотом, Арістей помер у Метапонті (південна Італія). Ймовірно, усе життя Арістей присвятив мандрам, опис яких сучасникам вважався фантастичним.

## Творчість
Арістей розповів в епічній поемі про те, як, перебуваючи «під владою Феба», він вирушив до ісседонів, де дізнався про їх сусідів, аримаспів (людей з одним оком) і гіпербореїв.
Арістей написав поему «Арімаспея» у 3-х книгах, в якій йдеться про подорожі до Скіфії. За деякими ознаками, Арістей дістався до річки Волги.
У доробку Арістея також є твір у прозі — «Теогонія», присвячений діянням богів. Цікавою є робота «Про Геракла».